# Tarasa congestiflora
Tarasa congestiflora là một loài thực vật có hoa trong họ Cẩm quỳ. Loài này được (I.M. Johnst.) Krapov. miêu tả khoa học đầu tiên năm 1954.